# Seisonidae
Seisonidae är en familj av hjuldjur. Seisonidae ingår i ordningen Seisonacea, klassen Pararotatoria, fylumet hjuldjur och riket djur. Enligt Catalogue of Life omfattar familjen Seisonidae 3 arter. 
Seisonidae är enda familjen i ordningen Seisonacea.
Kladogram enligt Catalogue of Life:
| Seisonidae | \| \| Paraseison \| \| \| \| \| \| Seison \| \| \| \| |
|            | \| \| Paraseison \| \| \| \| \| \| Seison \| \| \| \| |
|            | Paraseison                                            |
|            |                                                       |
|            | Seison                                                |
|            |                                                       |